# Paul Krassner
Paul Krassner est un écrivain et éditeur américain né en 1932 et mort en 2019. Il est connu pour avoir participé en 1958 à la fondation du The Realist (en), un magazine pionnier de la contreculture, et en 1967 à celle du Youth International Party.
En 1950, il écrit au moins un scénario chez EC Comics, dessiné par Al Feldstein et intitulé The love story to end all love stories publié dans Modern Love.